# Igovomab
L'igovomab Indium (111In) è un anticorpo monoclonale di origine murrina usato per la diagnosi per imaging (radioimmuno scintigrafia) del tumore dell'ovaio, che è chimicamente legato al radionuclide Indium-111 con un agente chelante il DTPA.
Il prodotto il cui nome commerciale era: Indimacis 125, non viene più commercializzato perché ritirato dalla azienda produttrice la Biopharma dal mercato mondiale.
Il principio attivo si lega all'antigene: CA-125.

### Igovomab
- (EN) V. Silano, Medicinali di uso umano: aspetti economici, normativi, procedurali e tecnici connessi a sperimentazione, produzione, prezzi, commercio e vigilanza in Europa e in Italia : aggiornato al 30 settembre 2001, Tecniche Nuove, 2001,  pp. 172–, ISBN 978-88-481-1305-2.
- (EN) Stefan Dübel, Handbook of therapeutic antibodies: Approved therapeutics[collegamento interrotto], Wiley-VCH, 26 marzo 2007,  pp. 1141–, ISBN 978-3-527-31453-9.
- (EN) Gary Walsh, Biopharmaceuticals: biochemistry and biotechnology, John Wiley and Sons, 2003,  pp. 416–, ISBN 978-0-470-84327-7.
- (EN) Gary Walsh, Pharmaceutical biotechnology: concepts and applications, John Wiley and Sons, 1º agosto 2007,  pp. 380–, ISBN 978-0-470-01244-4.